# لين تيلمان
لين تيلمان (بالإنجليزية: Lynne Tillman)‏ (1947)؛ روائية أمريكية.

## الجوائز
- زمالة غوغنهايم